# 郭惠妮

郭惠妮（1983年8月17日—），台灣前新聞女主播。

## 個人背景
- 高中畢業於台中女中；臺北大學就學期間，因外型出色，在網路上以「NINIS」為ID，頗受眾人矚目，因此自2003年開始蟬聯三年無名小站相簿瀏覽累積人數第一名之頭銜，並在2011年創下累積316萬瀏覽人次，成為網路知名部落客，專寫美食旅遊生活類文章。除主播身份，也有著網路美女及模特兒的身份。

- 年代新聞期間，擔任主播，兼任氣象主播、美食旅遊專題記者、生活線記者。曾主持《逍遙年代》、《年代整點新聞》、《年代玩樂通》等新聞和節目。

- 2010年8月20日，離開年代新聞加入金星娛樂成為旗下藝人，曾經嘗試往藝人及主持人轉型。先後主持《小姐愛旅行》、《我們一家訪問人》，參加《康熙來了》錄影。亦為《全民最大黨》固定班底，和藝人吳怡霈合作演出單元〈藍綠新聞〉。

- 曾入圍FHM中文版2012年百大美女選拔

- 2012年6月底回鍋年代新聞主播組[1]，參與沈春華主持之年代新聞招牌節目《從台灣看全球》幕後製作和媒體觀察團。同年10月1日重返主播台，和陳園淳播報《年代早報》，在單元〈主播食境秀〉主持以及料理示範，並曾為年代新聞周末節目《逍遙年代》主持人和製作人，至2015年2月25日離開年代新聞[2]。

- 長期熱心公益活動，2012年應sumsung公司邀請，拍攝手機廣告公私分明+威寶週年慶篇，酬勞亦全數捐做公益。

- 2014年10月12日與達欣集團創辦人王人達四公子王才翔在峇里島完婚。2016年1月11日，雙胞胎女兒出生。2021年7月5日，長子誕生。

## 主持節目
| 節目               | 備註 |
| 《晚安年代》       |      |
| 《年代整點新聞》   |      |
| 《逍遙年代》       |      |
| 《年代玩樂通》     |      |
| 《美味地圖》       |      |
| 《小姐愛旅行》     |      |
| 《我們一家訪問人》 |      |
| 《全民最大黨》     |      |
| 《年代早報》       |      |
| 《週末追追追》     |      |
| 《從台灣看全球》   |      |
| 《被掏空的台灣》   |      |
| 《逍遙年代》       |      |

## 拍攝廣告
2012年
sumsung s duos 雙卡手機廣告 公私分明+威寶週年慶篇

## 外部連結
- 郭惠妮的Facebook專頁
- 郭惠妮的新浪微博
- 郭惠妮的YouTube 頻道  https://youtube.com/channel/UC0F68laZBAJXs_jzspMeT9g （页面存档备份，存于）